# 向斜

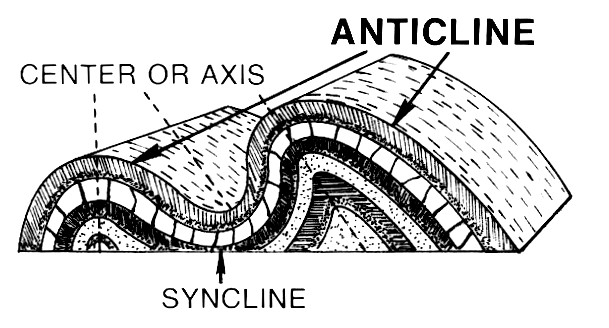
背斜と向斜

向斜（こうしゃ、英語: syncline）は、構造地質学において、新しい地層が中心側に来ているような褶曲構造である。右の図において、SYNCLINEとある地形の谷になっている部分が向斜である。これに対して、ANTICLINEとなっている地形の山になっている部分は背斜と呼ばれる。
複向斜（ふくこうしゃ）は、小さな褶曲がいくつも重ねあわされた大きな向斜のことである。向斜は通常、谷状の構造になっており、シンフォーム状向斜と呼ばれるが、地層が反転して褶曲された場合には、山状の構造になっている向斜も見られ、アンチフォーム状向斜と呼ばれる。
地質図においては、岩石地層の順序が次第に新しい順序に並んでおり、褶曲の中央に一番新しい地層があって、その点の反対側に同じ岩石地層が逆の順序で並ぶ。褶曲の形が円形あるいは楕円形になっている場合、その構造は構造盆地となる。有名な向斜として、アメリカ合衆国ワイオミング州のパウダー川盆地がある。褶曲は、造山運動に伴う圧縮の結果として地殻変動によって形成される。
よく露出した向斜として、アメリカ合衆国メリーランド州西部において、州間高速道路68号線が通るサイドリング・ヒルにあり、ロックウェル・フォーメーションとその上にパースレーン砂岩が露出している。
高所に造られた向斜の壮大な例として、ヨーロッパ最高地点にある、フランス南東部、アルプス山脈麓にあるサウが挙げられる。

## ギャラリー

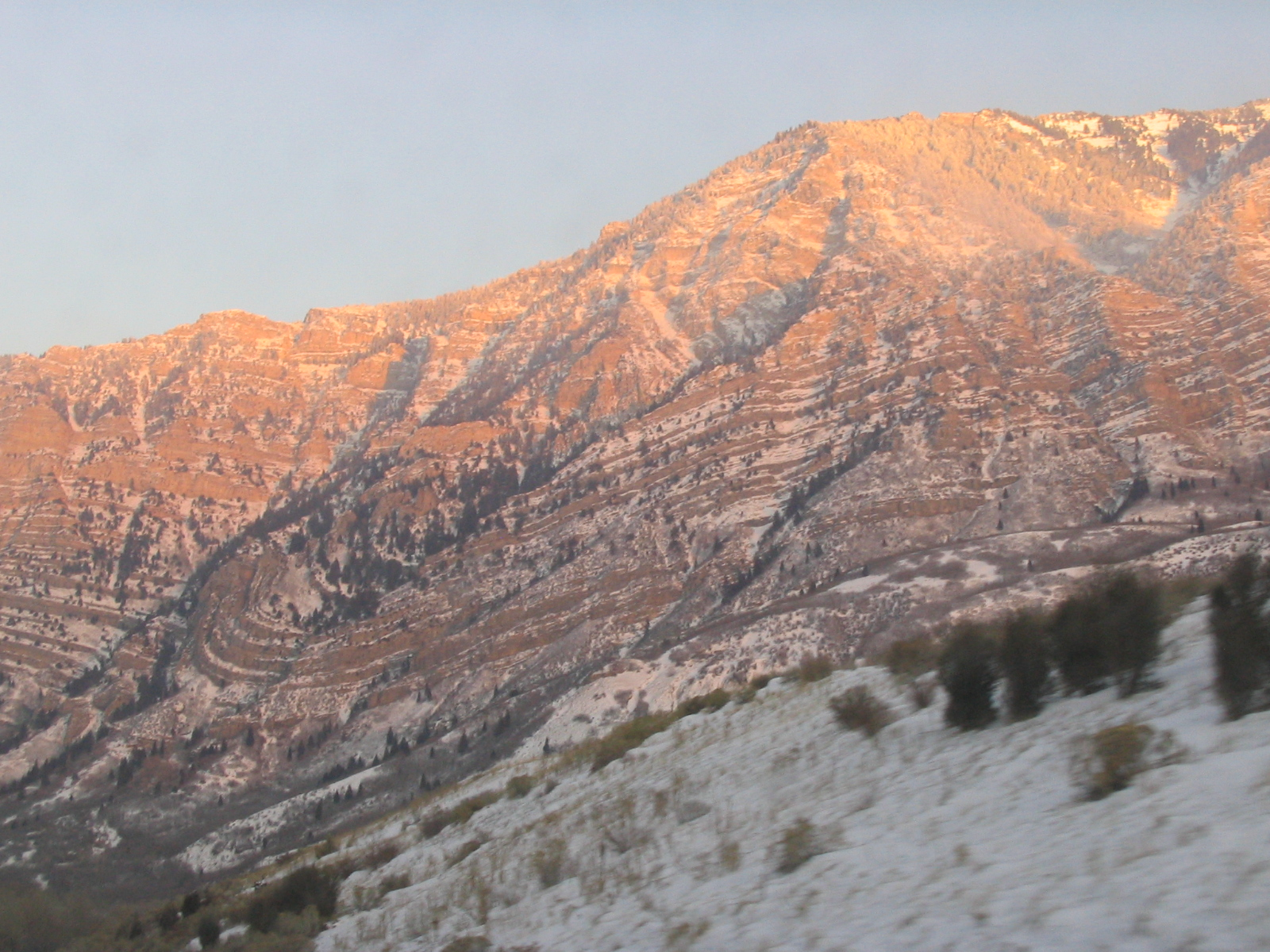
ユタ州プロボキャニオン（英語版）の雪景色をした向斜
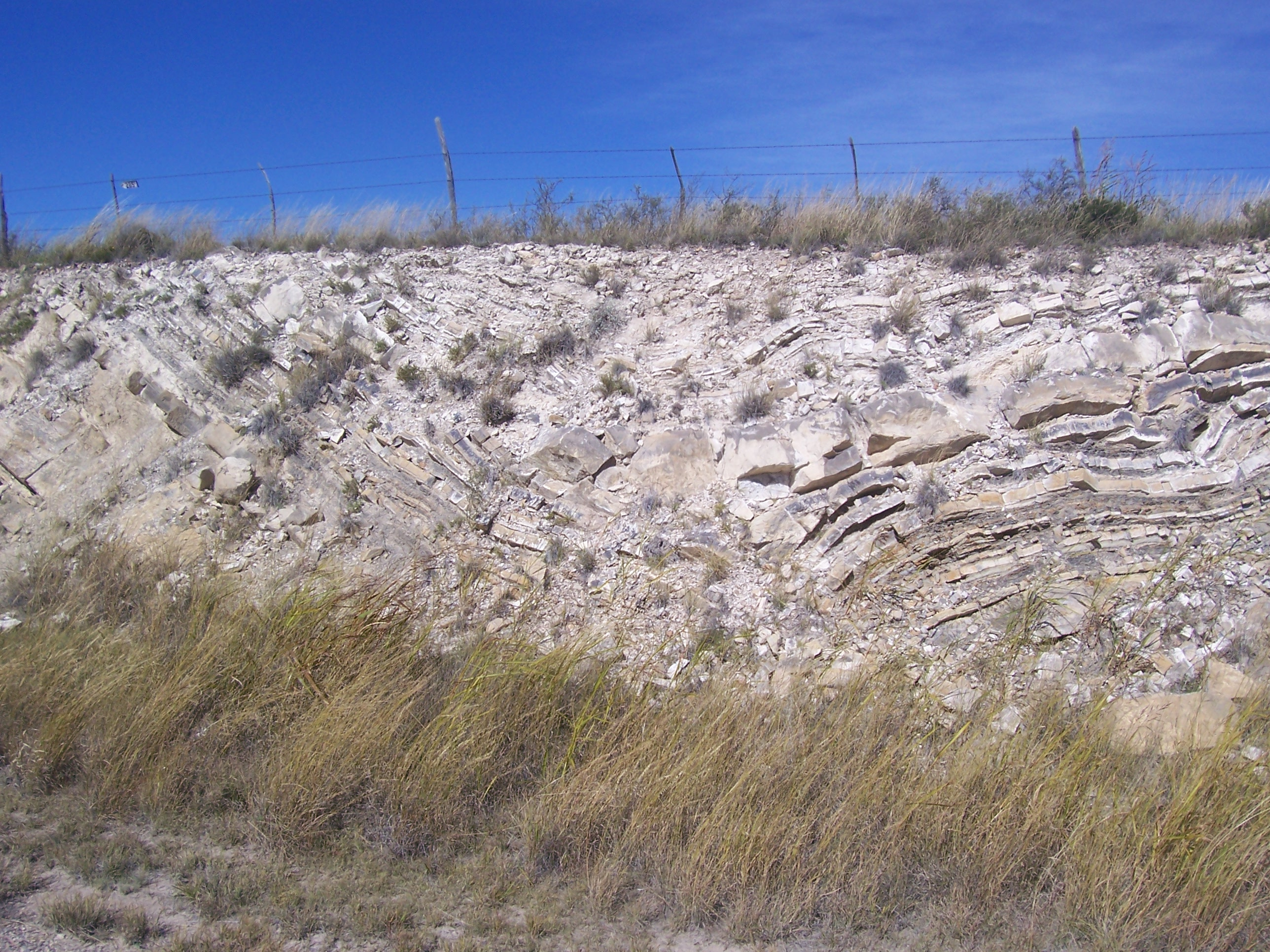
テキサス州フォートデイビス（英語版）の切通しに現れた向斜
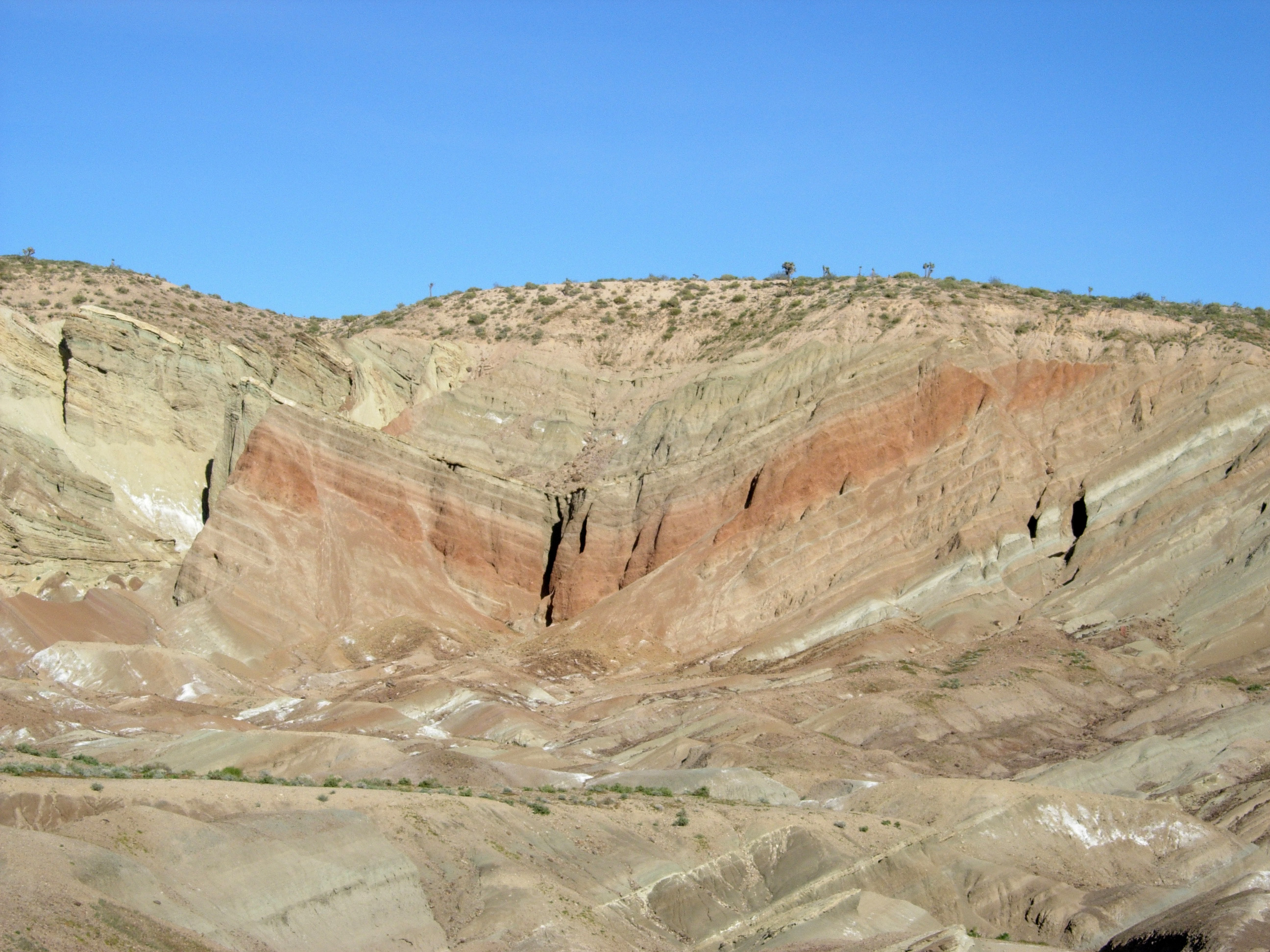
カリフォルニア州バーストウ近くのレインボー盆地の向斜
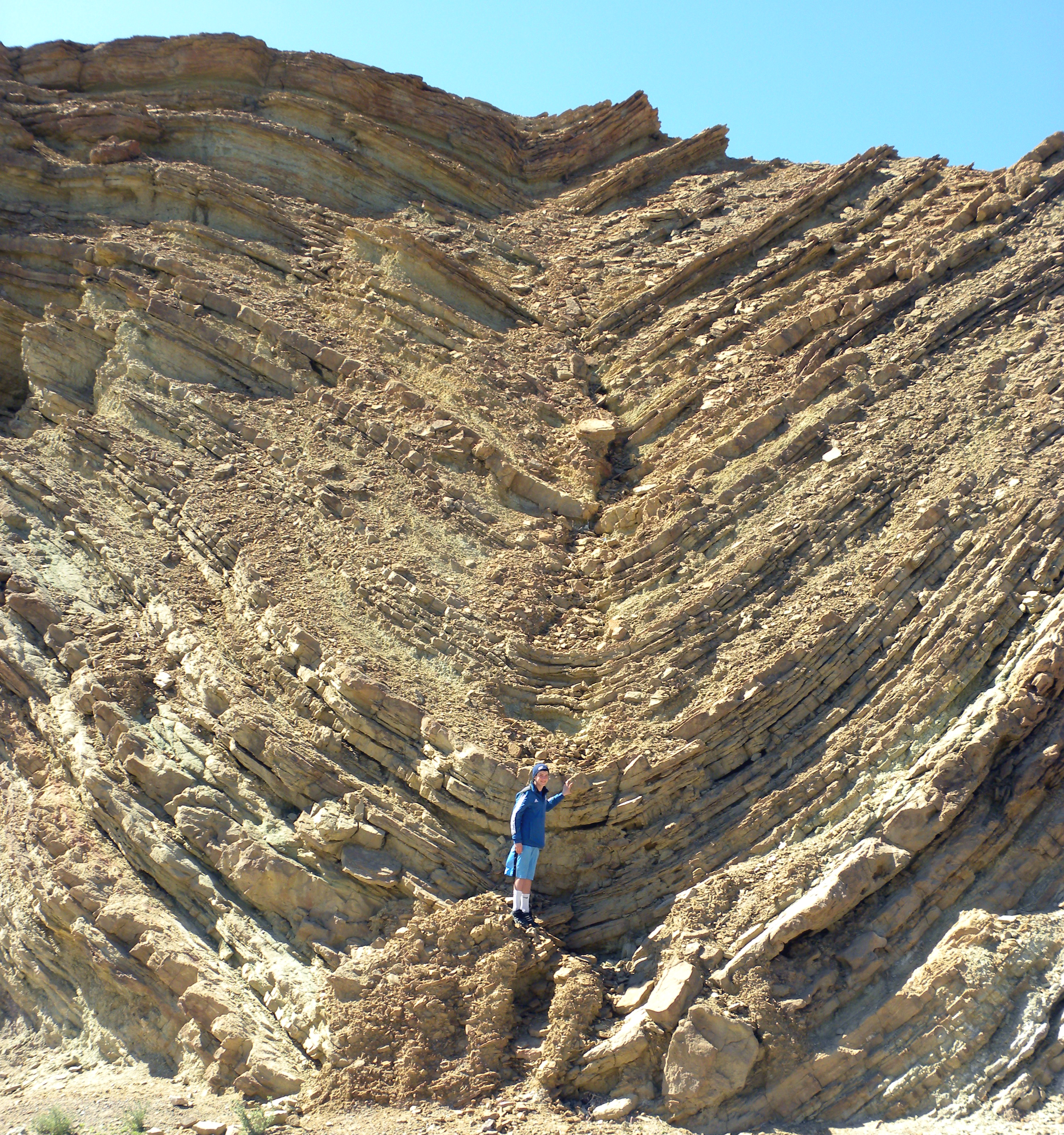
キャリコゴーストタウンにある向斜、柔軟性のある褶曲が下部に、脆弱なものが上部になっている
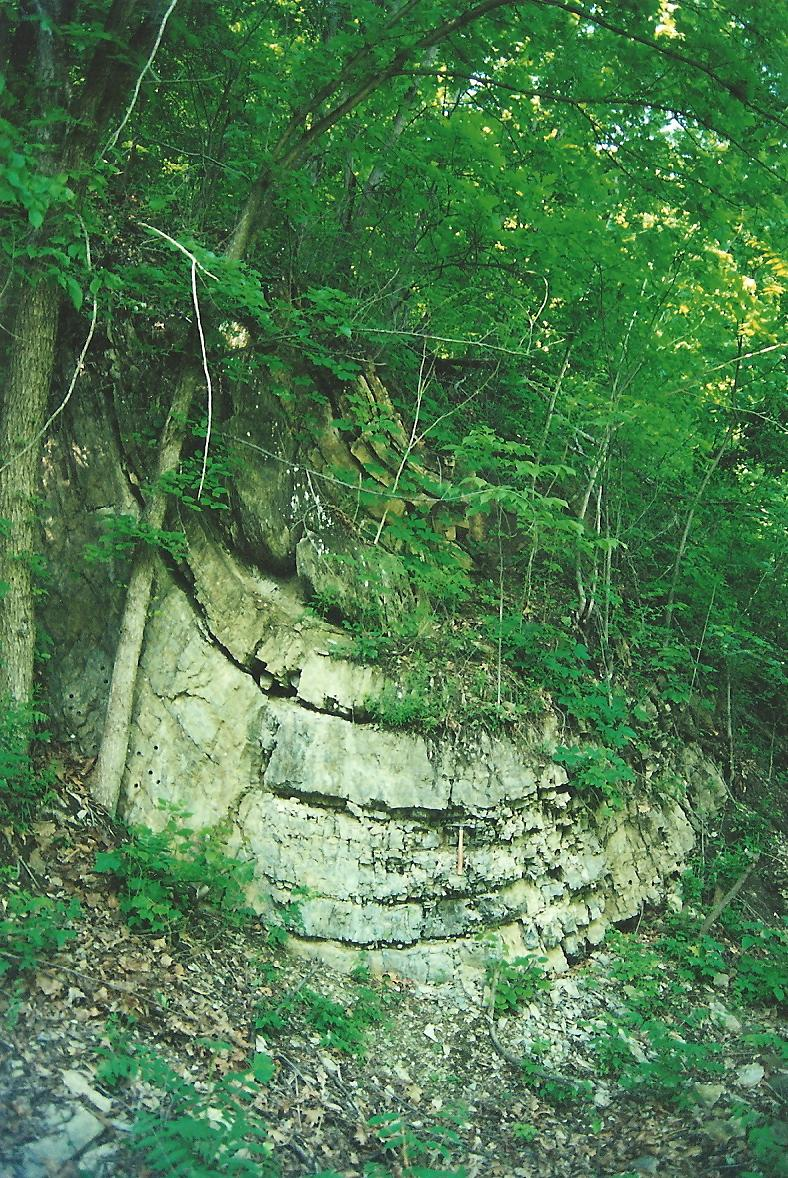
メリーランド州ラウンドトップヒルのシルル紀のウィルズクリーク・フォーメーションまたはブルームスバーグフォーメーションに現れた向斜
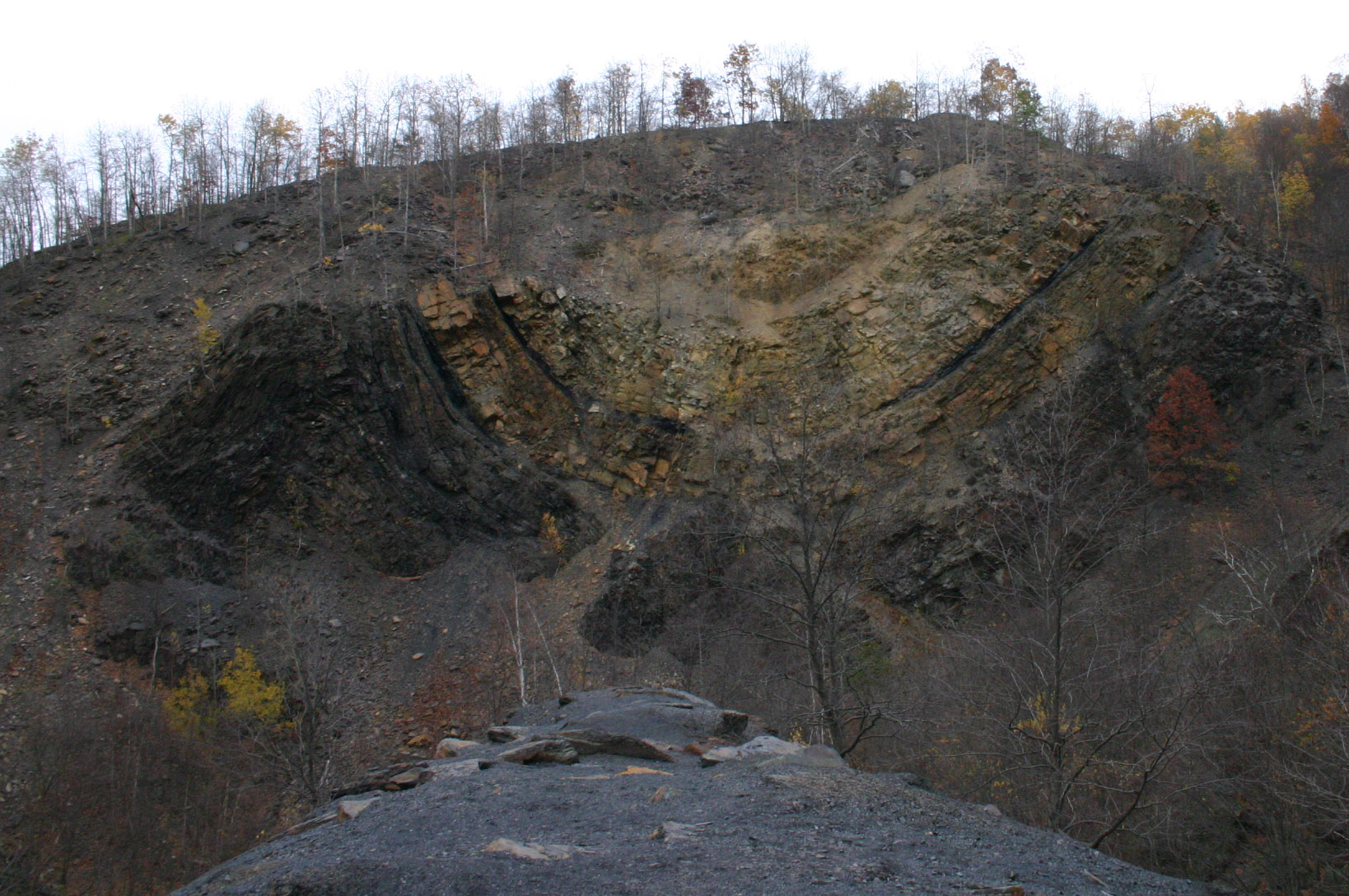
ペンシルベニア州シャモキン近くにあるベアバレーストリップマインの東側壁
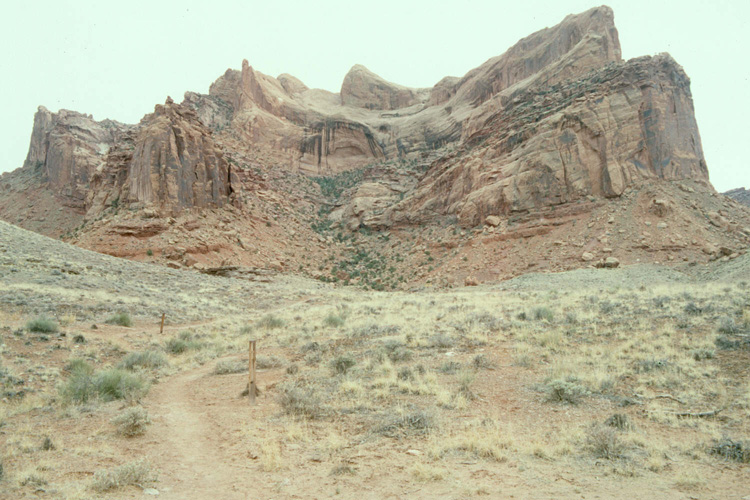
ユタ州キャニオンランズ国立公園にあるアップヒーバル・ドーム（英語版）のナバホ砂岩（英語版）に現れた向斜